# ستراسبورغ (فرنسا)
ستراسبورغ (بالفرنسية: Arrondissement de Strasbourg)‏ هي دائرة إدارية فرنسية، في فرنسا، تقع في الراين الأسفل، بلغ عدد سكانها 487,299  نسمة وذلك حسب إحصائيات سنة 2015، عاصمتها ستراسبورغ.